# Eckardt Suhl
Eckardt Suhl   (Hamburg, 20 d'abril de 1943) és un jugador d'hoquei sobre herba alemany, ja retirat, que va competir sota bandera de la República Federal Alemanya durant les dècades de 1960 i 1970.
El 1968 va prendre part en els Jocs Olímpics d'Estiu de Ciutat de Mèxic, on fou quart en la competició d'hoquei sobre herba. Quatre anys més tard, als Jocs de Munic, va guanyar la medalla d'or en la mateixa competició. En el seu palmarès també destaca una medalla d'or al Campionat d'Europa de 1970. Entre 1965 i 1972 va disputar 47 partits amb la selecció alemanya.
A nivell de clubs va jugar a l'Uhlenhorster HC Hamburg, amb qui va guanyar el campionat alemany de 1964.